# Greta Schiller
Greta Schiller (* 1954 in Detroit) ist eine US-amerikanische Filmregisseurin und Filmproduzentin.

## Biografie
Die 1954 in Detroit geborene Greta Schiller studierte an der City University in New York. Ihr erster Film Greta's Girls, aus dem Jahr 1977 gilt als einer der ersten Dokumentarfilme aus lesbischer Perspektive. Schiller gründete 1984 gemeinsam mit ihrer Partnerin, der Autorin und Filmemacherin Andrea Weiss die Filmproduktionsfirma Jezebel Productions in New York, mit der sie als Pionierinnen des LGBT und lesbischen Filmschaffens gelten. Schiller lebt überwiegend in London und New York. Im Jahre 1988 erhielt sie das zum ersten Mal vergebene UK/US-Fulbright-Stipendium. Sie produziert Kino-Dokumentarfilme, Filme für das Fernsehen und tritt selbst als Zeitzeugin auf.
Ihr Film Before Stonewall, eine Dokumentation über die US-amerikanische Lesben- und Schwulenbewegung, erhielt 1984 einen Emmy für den besten Dokumentarfilm und sie selbst war in der Kategorie Beste Regisseurin nominiert. Ebenso wurden die Dokumentarfilme über die Geschichte der amerikanischen Jazzmusikerinnen Tiny & Ruby: Hell Divin' Woman und Maxine Sullivan: Love to be in Love, sowie ihr Dokumentarfilm Paris Was a Woman, mehrfach ausgezeichnet. In ihrem Film The Five Demands geht es um die Proteste der Studierenden Ende der 1960er Jahre an amerikanischen Universitäten und hier besonders die Besetzung des City College of New York im April 1969.

## Filmografie als Regisseurin und Produzentin
Dokumentarfilme:
- 1977: Greta's Girls
- 1981: Greetings from Washington, D.C. (Co-Regie)
- 1982: Wild Style
- 1983: Before Stonewall (Co-Regie)
- 1986: International Sweethearts of Rhythm
- 1988: Tiny & Ruby: Hell Divin' Woman (Buch, Co-Regie)
- 1991: Maxine Sullivan: Love to be in Love
- 1993: Woman of the Wolf (Kurzfilm)
- 1994: Age of Dissent
- 1995: Paris Was a Woman

- 1998: The Man Who Drove with Mandela
- 1998: Seed of Sarah (Produzentin)
- 2000: Escape to Life: The Erika an Klaus Mann Story (Produzentin)
- 2002: I Live an Ground Zero
- 2010: U.N. Fever (Produzentin)
- 2010: No Dinosaurs in Heaven
- 2014: Captivated: The Trials of Pamela Smart (Kamera)
- 2014: Fünf Tage in New York - Gay Pride am Hudson (TV)
- 2015: Enter the Faun (Kamera)
- 2017: Bones of Contention (Produzentin)
- 2020: The Land of Azaba
- 2023: The Five Demands